# Grand Slam Championship
Grand Slam Championship – osiągnięcie w profesjonalnym wrestlingu. Jest to wyróżnienie dla profesjonalnego wrestlera, który zdobył cztery tytuły mistrzowskie federacji z czterech szczebli wartości – pierwszorzędnego (światowy lub główny tytuł federacji), drugorzędnego, trzeciorzędnego oraz mistrzostwo dywizji tag team. W rezultacie Grand Slam Champion jest również Triple Crown Championem.
Do federacji, które uznają to osiągnięcie zalicza się WWE, Total Nonstop Action Wrestling, Ring of Honor, New Japan Pro-Wrestling, World Wonder Ring Stardom, niektóre federacje niezależne, a także federację rozwojową Florida Championship Wrestling (FCW), która istniała w latach 2007–2012.

## Krajowe promocje w Stanach Zjednoczonych

### WWE

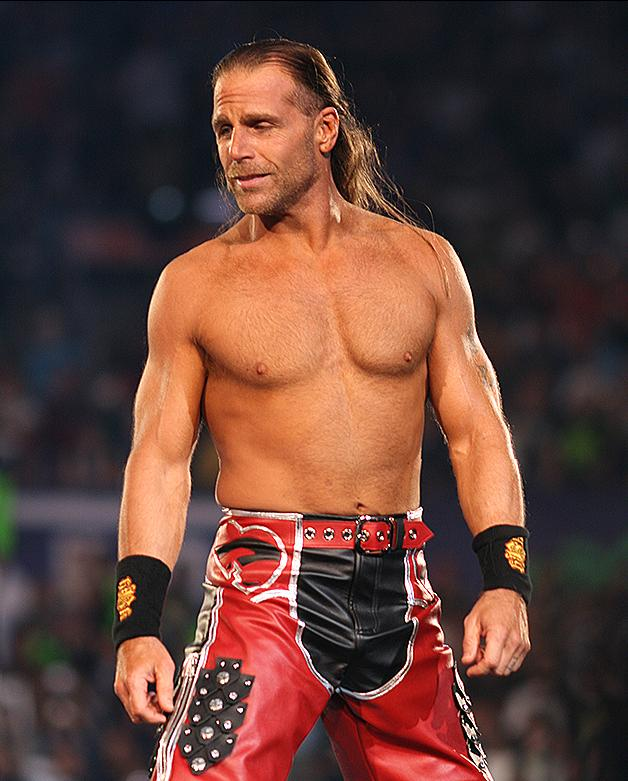
Shawn Michaels – pierwszy WWE Grand Slam Champion.

W WWE termin „Grand Slam Champion” był oryginalnie używany przez Shawna Michaelsa, który zdobył European Championship, WWF World Heavyweight Championship, Intercontinental Championship, a także World Tag Team Championship (z Dieslem).
W maju 2001 po zdobyciu Intercontinental Championship przez Kane’a, na stronie WWF.com oznaczono, że Hardcore Championship może zastąpić European Championship w celu uzyskania osiągnięcia. W 2006 ogłoszono, że WWE Tag Team Championship jest uważany za substytut dla World Tag Team Championship (znanego przed 2002 jako WWF Tag Team Championship). Rok później zaznaczono, że pierwszorzędnym tytułem potrzebnym do osiągnięcia Grand Slamu może być też World Heavyweight Championship.
Po WrestleManii 31 w 2015, WWE wprowadziło odświeżoną wersję Grand Slam – aby zdobyć wyróżnienie, należy zdobyć wszystkie aktywne tytuły (tj. WWE Championship, Tag Team Championship, Intercontinental Championship oraz United States Championship).
W 2016 federacja przywróciła podział WWE na brandy, wskutek czego utworzono kilka nowych mistrzostw. Obecny format zakłada, że wrestler musi zdobyć światowy tytuł WWE Championship lub WWE Universal Championship, tytuł dywizji tag team (WWE Raw Tag Team Championship lub WWE SmackDown Tag Team Championship), a także Intercontinental i United States Championship.
W maju 2023 WWE dodało trzecie mistrzostwo świata, nową wersję World Heavyweight Championship. Nie jest jasne, czy tytuł ten zostanie dodany jako akceptowalny substytut Grand Slama.
Na stan z kwiecień 2025 WWE uznaje 22 zawodników za Grand Slam Championów (7 z poprzedniego formatu, 10 z nowego i 5 z obydwu).
| Tekst                                  | Tekst |
| -------------------------------------- | --- |
| Daty                                   | Data, w której wrestler zdobył mistrzostwo po raz pierwszy w karierze.                                                                                                |
| Daty z tekstem pogrubionym             | Data, w której wrestler zdobywając tytuł stał się Grand Slam Championem.                                                                                              |
| Mistrz z tekstem pogrubionym           | Oznacza, że Grand Slam Champion jest uznawany w obu formatach. |
| Nazwa mistrzostwa z tekstem pochylonym | Tytuł był alternatywą w oryginalnym formacie Grand Slam. |
| Daty z tekstem pochylonym              | Data, w której wrestler zdobył tytuł, lecz wcześniej wygrał inne mistrzostwo z danego szczebla poziomu pierwszorzędnego, tag team, drugorzędnego lub trzeciorzędnego. |
| Mistrz z tekstem pochylonym            | Oznacza, że jest podwójnym Grand Slam Championem (tylko obecny format).                                                                                               |
| –                                      | Oznacza, że wrestler nie będzie miał możliwości zdobycia tego tytułu.                                                                                                 |
| Kolory                                 | |
|                                        | Zdobył wszystkie możliwe tytuły w jednym z formatów Grand Slam. |
|                                        | Zdobył/a tytuł jako członek brandu Raw. |
|                                        | Zdobył tytuł jako członek brandu ECW. |
|                                        | Zdobył/a tytuł jako członek brandu SmackDown. |
|                                        | Zdobył/a tytuł jako członek brandu NXT |
|                                        | Zdobył tytuł przed wprowadzeniem podziału WWE na brandy lub po jego zakończeniu.                                                                                      |

#### Oryginalny format
| Mistrz                   | Pierwszorzędne mistrzostwa | Pierwszorzędne mistrzostwa | Mistrzostwa Tag Team                               | Mistrzostwa Tag Team                    | Drugorzędne mistrzostwo | Trzeciorzędne mistrzostwa | Trzeciorzędne mistrzostwa |
| Mistrz                   | WWF/WWE                    | World Heavyweight          | WWF/World Tag Team                                 | WWE/Raw Tag Team                        | Intercontinental        | European                  | Hardcore                  |
| ------------------------ | -------------------------- | -------------------------- | -------------------------------------------------- | --------------------------------------- | ----------------------- | ------------------------- | ------------------------- |
| Shawn Michaels           | 31 marca 1996              | 17 listopada 2002          | 28 sierpnia 1994 (z Dieslem)                       | 13 grudnia 2009 (z Triple H’em)         | 27 października 1992    | 20 września 1997          | – (Dezaktywacja tytułu)   |
| Triple H                 | 23 sierpnia 1999           | 2 września 2002            | 29 kwietnia 2001 (ze Stone Cold Steve’em Austinem) | 13 grudnia 2009 (z Shawnem Michaelsem)  | 21 października 1996    | 11 grudnia 1997           | – (Dezaktywacja tytułu)   |
| Kane                     | 28 czerwca 1998            | 18 lipca 2010              | 13 lipca 1998 (z Mankindem)                        | 19 kwietnia 2011 (z Big Showem)         | 20 maja 2001            | – (Dezaktywacja tytułu)   | 1 kwietnia 2001           |
| Chris Jericho            | 9 grudnia 2001             | 7 września 2008            | 21 maja 2001 (z Chrisem Benoit)                    | 28 czerwca 2009 (z Edge’em)             | 12 grudnia 1999         | 2 kwietnia 2000           | 28 maja 2001              |
| Kurt Angle               | 22 października 2000       | 10 stycznia 2006           | – (Dezaktywacja tytułu)                            | 20 października 2002 (z Chrisem Benoit) | 27 lutego 2000          | 8 lutego 2000             | 10 września 2001          |
| Eddie Guerrero           | 15 lutego 2004             | – (Śmierć)                 | – (Śmierć)                                         | 17 listopada 2002 (z Chavo Guerrero)    | 5 września 2000         | 3 kwietnia 2000           | – (Śmierć)                |
| Rob Van Dam              | 11 czerwca 2006            | – (Dezaktywacja tytułu)    | 31 marca 2003 (z Kanem)                            | 7 grudnia 2004 (z Reyem Mysterio)       | 17 marca 2002           | 22 lipca 2002             | 22 lipca 2001             |
| Booker T                 | – (Emerytura)              | 23 lipca 2006              | 30 października 2001 (z Testem)                    | – (Emerytura)                           | 7 lipca 2003            | – (Dezaktywacja tytułu)   | 4 maja 2002               |
| Jeff Hardy               | 14 grudnia 2008            | 7 czerwca 2009             | 29 czerwca 1999 (z Mattem Hardym)                  | 2 kwietnia 2017 (z Mattem Hardym)       | 10 kwietnia 2001        | 8 lipca 2002              | 10 lipca 2001             |
| John "Bradshaw" Layfield | 27 czerwca 2004            | – (Emerytura)              | 25 maja 1999 (z Faarooqem)                         | – (Emerytura)                           | 9 marca 2009            | 22 października 2001      | 3 czerwca 2002            |
| Christian                |                            | 1 maja 2011                | 2 kwietnia 2000 (z Edgem)                          |                                         | 23 września 2001        | 30 października 2001      | 17 marca 2002             |
| Big Show                 | 14 listopada 1999          | 18 grudnia 2011            | 22 sierpnia 1999 (z The Undertakerem)              | 26 lipca 2009 (z Chrisem Jericho)       | 1 kwietnia 2012         | – (Dezaktywacja tytułu)   | 25 lutego 2001            |

#### Obecny format
| Mistrz         | Pierwszorzędne mistrzostwa | Pierwszorzędne mistrzostwa | Mistrzostwa Tag Team                      | Mistrzostwa Tag Team                                | Drugorzędne mistrzostwa | Drugorzędne mistrzostwa |
| Mistrz         | WWF/WWE                    | Universal                  | WWE/Raw/World Tag Team                    | SmackDown/WWE Tag Team                              | Intercontinental        | United States           |
| -------------- | -------------------------- | -------------------------- | ----------------------------------------- | --------------------------------------------------- | ----------------------- | ----------------------- |
| Kurt Angle     | 22 października 2000       | – (Emerytura)              | 20 października 2002 (z Chrisem Benoitem) | – (Emerytura)                                       | 27 lutego 2000          | 22 października 2001    |
| Eddie Guerrero | 15 lutego 2004             | – (Śmierć)                 | 17 listopada 2002 (z Chavo Guerrero)      | – (Śmierć)                                          | 3 września 2000         | 23 lipca 2003           |
| Edge           | 8 stycznia 2006            |                            | 7 listopada 2002 (z Reyem Mysterio)       |                                                     | 24 lipca 1999           | 12 listopada 2001       |
| Big Show       | 14 listopada 1999          |                            | 26 lipca 2009 (z Chrisem Jericho)         |                                                     | 1 kwietnia 2012         | 19 października 2003    |
| The Miz        | 22 listopada 2010          |                            | 16 listopada 2007 (z Johnem Morrisonem)   | 27 stycznia 2019 (z Shane’em McMahonem)             | 23 lipca 2012           | 5 października 2009     |
| Daniel Bryan   | 18 sierpnia 2013           |                            | 16 września 2012 (z Kanem)                | 7 maja 2019 (z Rowanem)                             | 29 marca 2015           | 19 września 2010        |
| Chris Jericho  | 9 grudnia 2001             |                            | 29 czerwca 2009 (z Edgem)                 |                                                     | 12 grudnia 1999         | 9 stycznia 2017         |
| Dean Ambrose   | 19 czerwca 2016            |                            | 20 sierpnia 2017 (z Sethem Rollinsem)     |                                                     | 13 grudnia 2015         | 19 maja 2013            |
| Roman Reigns   | dd                         | 19 sierpnia 2018           | 19 maja 2013 (z Sethem Rollinsem)         |                                                     | 20 listopada 2017       | 25 września 2016        |
| Randy Orton    | 7 października 2007        |                            | 21 sierpnia 2021 (z Riddlem)              | 4 grudnia 2016 (z Brayem Wyattem i Lukiem Harperem) | 14 grudnia 2003         | 11 marca 2018           |
| Seth Rollins   | 29 marca 2015              | 7 kwietnia 2019            | 19 maja 2013 (z Romanem Reignsem)         |                                                     | 8 kwietnia 2018         | 23 sierpnia 2015        |
| Jeff Hardy     | 14 grudnia 2008            |                            | 2 kwietnia 2017 (z Mattem Hardym)         | 9 kwietnia 2019 (z Mattem Hardym)                   | 10 kwietnia 2001        | 16 kwietnia 2018        |
| Kofi Kingston  | 7 kwietnia 2019            |                            | 22 sierpnia 2011 (z Evanem Bournem)       | 23 lipca 2017 (z Big E i Xavierem Woodsem)          | 29 czerwca 2008         | 1 czerwca 2009          |
| Rey Mysterio   | 25 lipca 2011              |                            | 5 listopada 2002 (z Edgem)                |                                                     | 5 kwietnia 2009         | 19 maja 2019            |
| AJ Styles      | 11 września 2016           |                            | 10 kwietnia 2021 (z Omosem)               |                                                     | 8 czerwca 2020          | 7 lipca 2017            |
| Kevin Owens    |                            | 29 sierpnia 2016           | 1 kwietnia 2023 (z Samim Zaynem)          | 1 kwietnia 2023 (z Samim Zaynem)                    | 20 września 2015        | 2 kwietnia 2017         |
| Finn Bálor     |                            | 21 sierpnia 2016           | 2 września 2023 (z Damianem Priestem)     | 2 września 2023 (z Damianem Priestem)               | 17 lutego 2019          | 28 lutego 2022          |

#### Format kobiecy (od 2019)
| Mistrzyni       | Mistrzostwa Singliowe | Mistrzostwa Singliowe   | Mistrzostwa Singliowe | Drużynowe                          |
| Mistrzyni       | Raw/WWE Women’s       | SmackDown/Women’s World | NXT                   | Tag Team                           |
| --------------- | --------------------- | ----------------------- | --------------------- | ---------------------------------- |
| Bayley          | 13 lutego 2017        | 19 maja 2019            | 22 sierpnia 2015      | 17 lutego 2019 (z Sashą Banks)     |
| Asuka           | 15 kwietnia 2020      | 16 grudnia 2018         | 1 kwietnia 2016       | 6 października 2019 (z Kairi Sane) |
| Sasha Banks     | 25 lipca 2016         | 25 października 2020    | 11 lutego 2015        | 17 lutego 2019 (z Bayley)          |
| Charlotte Flair | 3 kwietnia 2016       | 14 listopada 2017       | 29 maja 2014          | 20 grudnia 2020 (z Asuką)          |
| Rhea Ripley     | 11 kwietnia 2021      | 1 kwietnia 2023         | 18 grudnia 2019       | 20 września 2021 (z Nikki A.S.H.)  |
| Becky Lynch     | 7 kwietnia 2019       | 11 września 2016        | 12 września 2023      | 27 lutego 2023 (z Litą)            |
| Iyo Sky         | 5 sierpnia 2023       | 3 marca 2025            | 7 czerwca 2020        | 12 września 2022 (z Dakotą Kai)    |

### Impact Wrestling

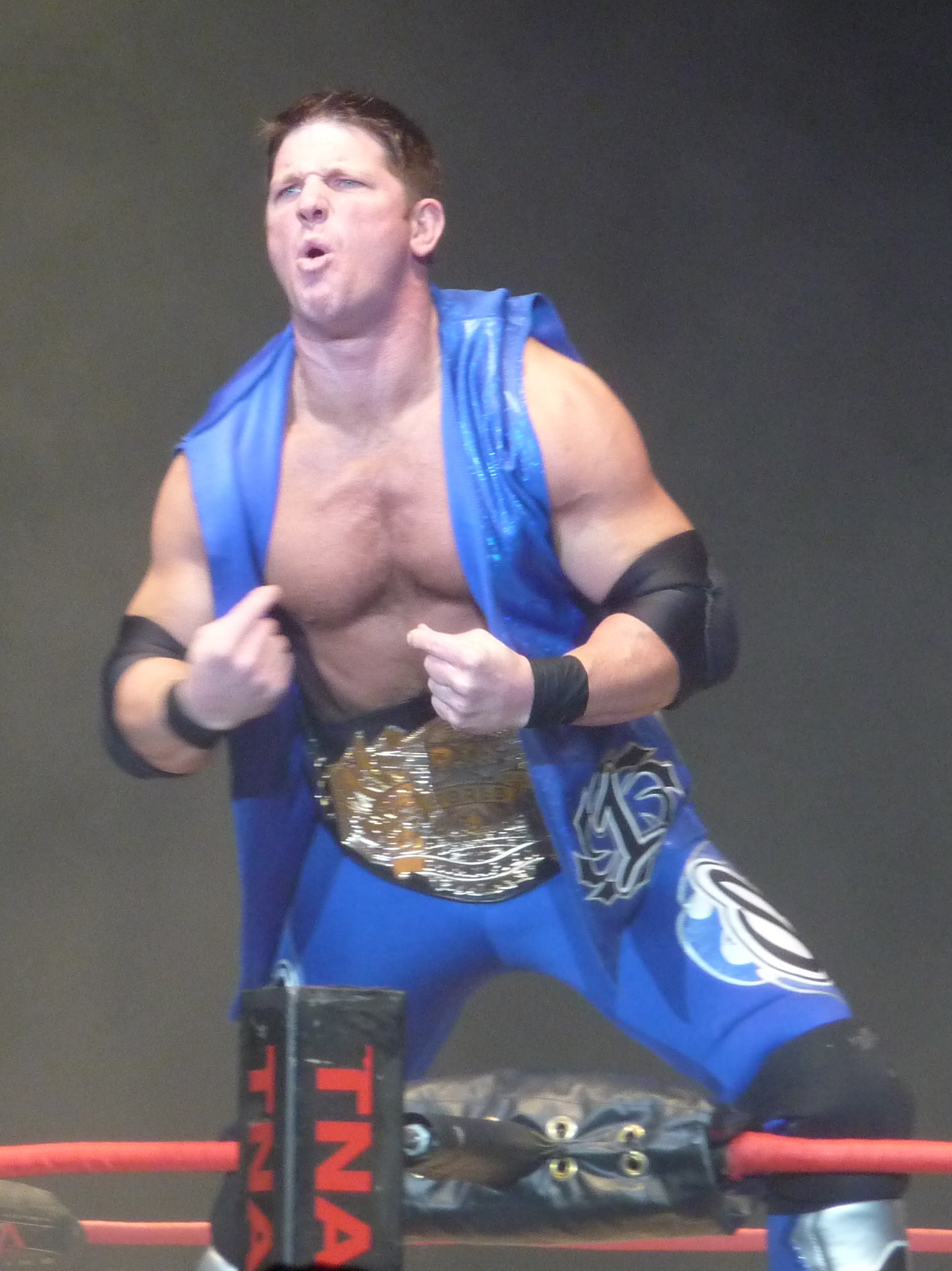
A.J. Styles – pierwszy Impact Wrestling Grand Slam Champion, który jako jedyny zdobył wszystkie możliwe tytuły federacji.

Pierwszy Impact Wrestling Grand Slam Champion (znany wtedy jako TNA Grand Slam Champion) został ukonorowany 15 marca 2009 podczas gali pay-per-view Destination X. Trzykrotny TNA Triple Crown Champion A.J. Styles pokonał Bookera T zdobywając TNA Legends Championship. 19 marca podczas odcinka tygodniówki Impact! komentator Mike Tenay ogłosił, że Styles stał się pierwszym TNA Grand Slam Championem z powodu zdobycia przez niego World Heavyweight (NWA lub TNA), World Tag Team (NWA lub TNA), TNA X Division i TNA Legends Championships (Legends Championship miał nazwę Global, Television oraz King of the Mountain Championship).
Poniższa lista przedstawia Impact Wrestling Grand Slam Championów, gdzie wyznaczone są daty pierwszych panowań mistrzów. W Impact Wrestling jeden wrestler może być wielokrotnym Grand Slam Championem; aby zdobyć osiągnięcie po raz kolejny, należy dwukrotnie zdobyć wszystkie potrzebne do stania się Grand Slam Championem tytuły. Na ten moment jedynie A.J. Styles wygrał Grand Slam więcej niż jeden raz.
15 sierpnia 2016 zdezaktywowano TNA King of the Mountain Championship. 26 marca 2018 w artykule na stronie federacji zaznaczono, że alternatywnym trzeciorzędnym tytułem jest Impact Grand Championship.
| Tekst                                  | Tekst                                                                     |
| -------------------------------------- | ------------------------------------------------------------------------- |
| Nazwa mistrzostwa z tekstem pochylonym | Tytuł był alternatywą w oryginalnym formacie Grand Slam.                  |
| Daty                                   | Data, przy której wrestler zdobył mistrzostwo po raz pierwszy w karierze. |
| Daty z tekstem pogrubionym             | Data, w której wrestler stał się Grand Slam Championem.                   |
| –                                      | Oznacza, że wrestler nie będzie miał możliwości zdobycia tego tytułu.     |

| Mistrz               | Pierwszorzędne mistrzostwa        | Pierwszorzędne mistrzostwa     | Mistrzostwa Tag Team                   | Mistrzostwa Tag Team                 | Drugorzędne mistrzostwo | Trzeciorzędne mistrzostwo                          | Trzeciorzędne mistrzostwo |
| Mistrz               | NWA World Heavyweight             | TNA/Impact World (Heavyweight) | NWA World Tag Team                     | TNA/Impact World Tag Team            | TNA/Impact X Division   | TNA Legends/Global/Television/King of the Mountain | Impact Grand              |
| -------------------- | --------------------------------- | ------------------------------ | -------------------------------------- | ------------------------------------ | ----------------------- | -------------------------------------------------- | ------------------------- |
| A.J. Styles (2 razy) | 11 czerwca 2003                   | 20 września 2009               | 3 lipca 2002 (z Jerrym Lynnem)         | 14 października 2007 (z Tomko)       | 19 czerwca 2002         | 15 marca 2009                                      | – (Dezaktywacja tytułu)   |
| Abyss                | 19 listopada 2006                 |                                | 4 lutego 2004 (z A.J. Stylesem)        | 19 września 2014 (z Jamesem Stormem) | 16 maja 2011            | 9 stycznia 2011                                    | – (Dezaktywacja tytułu)   |
| Samoa Joe            | – (Tytuł poza kontrolą federacji) | 13 kwietnia 2008               | – (Tytuł poza kontrolą federacji)      | 15 lipca 2007 (bez partnera)         | 11 grudnia 2005         | 27 września 2012                                   | – (Dezaktywacja tytułu)   |
| Eric Young           | – (Tytuł poza kontrolą federacji) | 10 kwietnia 2014               | 12 października 2004 (z Bobbym Roodem) | 15 kwietnia 2008 (z Kazem)           | 7 grudnia 2008          | 18 października 2009                               | – (Dezaktywacja tytułu)   |
| Austin Aries         | – (Tytuł poza kontrolą federacji) | 8 lipca 2012                   | – (Tytuł poza kontrolą federacji)      | 25 stycznia 2013 (z Bobbym Roodem)   | 11 września 2011        | – (Dezaktywacja tytułu)                            | 14 stycznia 2018          |

### Ring of Honor

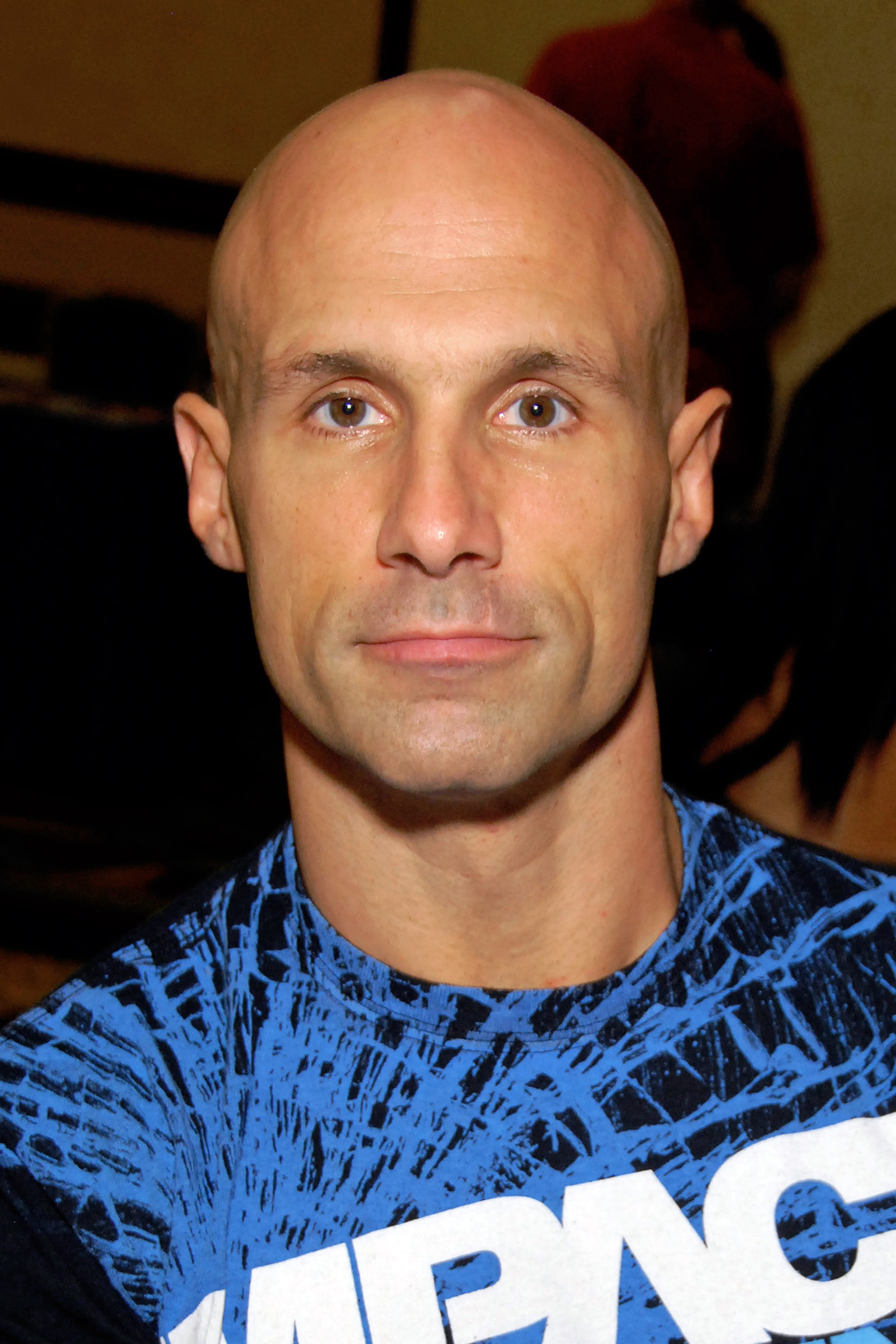
Inaguruacyjny ROH Grand Slam Champion – Christopher Daniels.

W 2018 Ring of Honor (ROH) wprowadziło osiągnięcie Grand Slam Championship. Aby nim zostać, wrestler musi zdobyć ROH World Championship, ROH World Television Championship, ROH World Tag Team Championship i ROH World Six-Man Tag Team Championship. Obecnie jedynym ROH Grand Slam Championem jest Christopher Daniels, który zdobył World Six-Man Tag Team Championship podczas gali ROH 16th Anniversary Show.
| Mistrz              | Pierwszorzędne mistrzostwo | Mistrzostwo Tag Team                     | Drugorzędne mistrzostwo | Trzeciorzędne mistrzostwa | Trzeciorzędne mistrzostwa                            |
| Mistrz              | World                      | World Tag Team                           | World Television        | Pure                      | World Six-Man Tag Team                               |
| ------------------- | -------------------------- | ---------------------------------------- | ----------------------- | ------------------------- | ---------------------------------------------------- |
| Christopher Daniels | 10 marca 2017              | 21 września 2002 (z Donovanem Morganem)  | 10 grudnia 2010         |                           | 9 marca 2018 (z Frankiem Kazarianem i Scorpio Sky)   |
| Matt Taven          | 6 kwietnia 2019            | 18 września 2015 (z Michaelem Bennettem) | 2 marca 2013            |                           | 2 grudnia 2016 (z T. K. O'Ryanem i Vinnym Marseglią) |
| Jay Lethal          | 19 czerwca 2015            | 13 grudnia 2019 (z Jonathanem Greshamem) | 13 sierpnia 2011        | 5 marca 2005              |                                                      |

## Regionalne/niezależne promocje w USA

### Florida Championship Wrestling
W FCW, które służyło jako rozwojowa federacja dla WWE, Grand Slam Championem zostawał wrestler, który zdobył wszystkie możliwe tytuły. Mistrzostwa FCW i federacja zostały zdezaktywowane po przebrandowaniu federacji na WWE NXT.
| Mistrz           | Pierwszorzędne mistrzostwo       | Mistrzostwo Tag Team                  | Drugorzędne mistrzostwo     |
| Mistrz           | Florida Heavyweight Championship | Florida Tag Team Championship         | Jack Brisco 15 Championship |
| ---------------- | -------------------------------- | ------------------------------------- | --------------------------- |
| Seth Rollins     | 23 lutego 2012                   | 25 marca 2011 (z Richiem Steamboatem) | 13 stycznia 2011            |
| Richie Steamboat | 25 lipca 2012                    | 25 marca 2011 (z Sethem Rollinsem)    | 13 stycznia 2012            |

## Australia

### Explosive Pro Wrestling
| Mistrz        | Pierwszorzędne mistrzostwo | Mistrzostwo Tag Team            | Drugorzędne mistrzostwo | Trzeciorzędne mistrzostwo |
| Mistrz        | EPW                        | Tag Team                        | Coastal                 | Hardcore                  |
| ------------- | -------------------------- | ------------------------------- | ----------------------- | ------------------------- |
| Gavin McGavin | 25 sierpnia 2018           | 7 marca 2015 (z Mikem Massivem) | 19 listopada 2016       | 7 listopada 2009          |

## Japonia

### New Japan Pro-Wrestling
W 2021 roku New Japan Pro-Wrestling ustanowiło z mocą wsteczną własną wersję Grand Slama, czasami nazywaną również Quadruple Crown, składającą się z IWGP Heavyweight Championship, IWGP United States Heavyweight Championship, IWGP Intercontinental Championship i NEVER Openweight Championship. Grand Slam NJPW jest wyjątkowy wśród innych Grand Slamów, ponieważ składa się z czterech mistrzostw singlowych. Jay White był pierwszym, który dokonał tego wyczynu, kończąc obwód 3 maja 2021 roku na Wrestling Dontaku 2021. Obecnie nie wiadomo, czy zostanie ustanowiony kolejny Grand Slam NJPW, ponieważ zarówno tytuły IWGP Heavyweight, jak i Intercontinental zostały wycofane w 2021 roku na rzecz IWGP World Heavyweight Championship oraz United States Championship w 2024 roku na rzecz IWGP Global Heavyweight Championship.
| Mistrz            | Pierwszorzędne mistrzostwo | Drugorzędne mistrzostwa        | Trzeciorzędne mistrzostwo | Trzeciorzędne mistrzostwo |
| Mistrz            | IWGP Heavyweight           | IWGP United States Heavyweight | IWGP Intercontinental     | NEVER Openweight          |
| ----------------- | -------------------------- | ------------------------------ | ------------------------- | ------------------------- |
| Jay White         | 11 lutego 2019             | 28 stycznia 2018               | 22 września 2019          | 3 maja 2021               |
| Hiroshi Tanahashi | 17 lipca 2006              | 14 sierpnia 2021               | 4 stycznia 2014           | 30 stycznia 2021          |

### Ice Ribbon
| Mistrz           | Pierwszorzędne mistrzostwo | Mistrzostwo Tag Team             | Drugorzędne mistrzostwo | Trzeciorzędne mistrzostwo |
| Mistrz           | ICE×∞                      | International Ribbon Tag Team    | Triangle Ribbon         | IW19                      |
| ---------------- | -------------------------- | -------------------------------- | ----------------------- | ------------------------- |
| Tsukasa Fujimoto | 4 stycznia 2010            | 23 grudnia 2010 (z Hikaru Shidą) | 11 grudnia 2010         | 1 czerwca 2012            |

### Tokyo Joshi Pro Wrestling
| Mistrz       | Pierwszorzędne mistrzostwo        | Drugorzędne mistrzostwo             | Mistrzostwo Tag Team              |
| Mistrz       | Princess of Princess Championship | International Princess Championship | Princess Tag Team Championship    |
| ------------ | --------------------------------- | ----------------------------------- | --------------------------------- |
| Rika Tatsumi | 4 stycznia 2021                   | 18 marca 2023                       | 3 listopada 2019 (z Miu Watanabe) |
| Miu Watanabe | 31 marca 2024                     | 9 października 2022                 | 3 listopada 2019 (z Riką Tatsumi) |

### World Wonder Ring Stardom
| Mistrz       | Pierwszorzędne mistrzostwa    | Pierwszorzędne mistrzostwa     | Mistrzostwa Tag Team              | Mistrzostwa Tag Team                                 | Mistrzostwo dywizji junior | Trzeciorzędne mistrzostwo |
| Mistrz       | World of Stardom Championship | Wonder of Stardom Championship | Goddesses of Stardom Championship | Artist of Stardom Championship                       | High Speed Championship    | SWA World Championship    |
| ------------ | ----------------------------- | ------------------------------ | --------------------------------- | ---------------------------------------------------- | -------------------------- | ------------------------- |
| Io Shirai    | 29 kwietnia 2013              | 17 maja 2015                   | 6 maja 2015 (z Mayu Iwatani)      | 7 grudnia 2014 (z Mayu Iwatani i Takumi Irohą)       | 6 maja 2014                | 21 maja 2016              |
| Mayu Iwatani | 21 czerwca 2017               | 27 lipca 2014                  | 6 maja 2015 (z Io Shirai)         | 29 grudnia 2013 (z Hiroyo Matsumoto i Miho Wakizawą) | 11 października 2015       | 5 maja 2022               |